# رومولو دياز دي لا فيغا
رومولو دياز دي لا فيغا هو عسكري وسياسي مكسيكي، ولد في 23 مايو 1800 في مدينة مكسيكو في المكسيك، وتوفي في 3 أكتوبر 1877 في مدينة بويبلا في المكسيك. نشط حزبياً في حزب المحافظين. وقد انتخب رئيس المكسيك (12 سبتمبر 1855 – 4 أكتوبر 1855).